# Atletiek op de Olympische Zomerspelen 2020 – 3000 meter steeplechase vrouwen
De 3000 meter steeplechase voor vrouwen  op de Olympische Zomerspelen 2020 vond plaats op zondag 1 en donderdag 4 augustus 2021 in het  Olympisch Stadion. 

## Records
Voorafgaand aan het toernooi waren dit het wereldrecord en het olympisch record.
| Wereldrecord     | Beatrice Chepkoech        | 8.44,33 | Monaco | 20 juli 2018     |
| Olympisch record | Goelnara Samitova-Galkina | 8.58,81 | Peking | 17 augustus 2008 |

## Resultaten

### Series
De drie snelsten van elke serie kwalificeerden zich direct voor de finale (Q). Van de overgebleven atleten kwalificeerden de zes tijdsnelsten zich ook voor de finale (q).

#### Serie 1
| Rang | Atleet             | Land | Tijd     | Bijz. |
| ---- | ------------------ | ---- | -------- | ----- |
| 1    | Winfred Yavi       | BRN  | 9.10,80  | Q     |
| 2    | Peruth Chemutai    | UGA  | 9.12,72  | Q, SB |
| 3    | Emma Coburn        | USA  | 9.16,91  | Q     |
| 4    | Genevieve Lalonde  | CAN  | 9.22,64  | q, NR |
| 5    | Purity Kirui       | KEN  | 9.30,13  |       |
| 6    | Marwa Bouzayani    | TUN  | 9.31,25  | PB    |
| 7    | Lea Meyer          | GER  | 9.33,00  |       |
| 8    | Xu Shuangshuang    | CHN  | 9.34,92  |       |
| 9    | Michelle Finn      | IRL  | 9.36,26  |       |
| 10   | Lomi Muleta        | ETH  | 9.45,81  |       |
| 11   | Nataliya Strebkova | UKR  | 9.49,15  |       |
| 12   | Belén Casetta      | ARG  | 9.52,89  |       |
| 13   | Georgia Winkcup    | AUS  | 9.59,29  |       |
| 14   | Simone Ferraz      | BRA  | 10.00,92 |       |

#### Serie 2
| Rang | Atleet                  | Land | Tijd     | Bijz. |
| ---- | ----------------------- | ---- | -------- | ----- |
| 1    | Courtney Frerichs       | USA  | 9.19,34  | Q     |
| 2    | Gesa Krause             | GER  | 9.19,62  | Q     |
| 3    | Beatrice Chepkoech      | KEN  | 9.19,82  | Q     |
| 4    | Zerfe Wondemagegn       | ETH  | 9.20,01  | q     |
| 5    | Luiza Gega              | ALB  | 9.23,85  | q, SB |
| 6    | Genevieve Gregson       | AUS  | 9.26,11  | q     |
| 7    | Tatiane Raquel da Silva | BRA  | 9.36,43  | NR    |
| 8    | Regan Yee               | CAN  | 9.41,14  |       |
| 9    | Irene van der Reijken   | NED  | 9.42,98  |       |
| 10   | Yuno Yamanaka           | JPN  | 9.43,83  |       |
| 11   | Aimee Pratt             | GBR  | 9.47,56  |       |
| 12   | Aneta Konieczek         | POL  | 10.07,25 |       |
| 13   | Zita Kácser             | HUN  | 10.43,99 |       |

#### Serie 3
| Rang | Atleet                | Land | Tijd     | Bijz. |
| ---- | --------------------- | ---- | -------- | ----- |
| 1    | Hyvin Jepkemoi        | KEN  | 9.23,17  | Q     |
| 2    | Maruša Mišmaš-Zrimšek | SLO  | 9.23,36  | Q     |
| 3    | Mekides Abebe         | ETH  | 9.23,95  | Q     |
| 4    | Valerie Constien      | USA  | 9.24,31  | q     |
| 5    | Elizabeth Bird        | GBR  | 9.24,34  | q     |
| 6    | Elena Burkard         | GER  | 9.30,64  |       |
| 7    | Lili Anna Toth        | HUN  | 9.30,96  | PB    |
| 8    | Alicja Konieczek      | POL  | 9.31,79  |       |
| 9    | Anna Emilie Moller    | DEN  | 9.31,99  | SB    |
| 10   | Alycia Butterworth    | CAN  | 9.34,25  |       |
| 11   | Amy Cashin            | AUS  | 9.34,67  |       |
| 12   | Eilish Flanagan       | IRL  | 9.34,86  | PB    |
| 13   | Carolina Robles       | ESP  | 9.45,37  | qR    |
| 14   | Adva Cohen            | ISR  | 10.05,95 |       |

### Finale
| Rang   | Atleet                | Land | Tijd    | Bijz.     |
| ------ | --------------------- | ---- | ------- | --------- |
| Goud   | Peruth Chemutai       | UGA  | 9.01,45 | NR        |
| Zilver | Courtney Frerichs     | USA  | 9.04,79 | SB        |
| Brons  | Hyvin Jepkemoi        | KEN  | 9.05,39 |           |
| 4      | Mekides Abebe         | ETH  | 9.06,16 |           |
| 5      | Gesa Krause           | GER  | 9.14,00 |           |
| 6      | Maruša Mišmaš-Zrimšek | SLO  | 9.14,84 | NR        |
| 7      | Beatrice Chepkoech    | KEN  | 9.16,33 |           |
| 8      | Zerfe Wondemagegn     | ETH  | 9.16,41 | PB        |
| 9      | Elizabeth Bird        | GBR  | 9.19,68 | NR        |
| 10     | Winfred Yavi          | BRN  | 9.19,74 |           |
| 11     | Genevieve Lalonde     | CAN  | 9.22,40 |           |
| 12     | Valerie Constien      | USA  | 9.31,61 |           |
| 13     | Luiza Gega            | ALB  | 9.34,10 |           |
| 14     | Carolina Robles       | ESP  | 9.50,96 |           |
|        | Genevieve Gregson     | AUS  |         | DNF       |
|        | Emma Coburn           | USA  | DQ      | TR 17.3.2 |

2008: Goelnara Samitova-Galkina ·
2012: Habiba Ghribi ·
2016: Ruth Jebet ·
2020: Peruth Chemutai ·
2024: Winfred Yavi